# 氨氧化
氨氧化反应（Ammoxidation），一般是指含有甲基（R-CH3 型）的脂肪族或芳香族有机物在催化剂存在下用空气和氨氧化为相应的腈类的反应。
{\displaystyle {\rm {\ R\!-\!CH_{3}+NH_{3}+{\frac {3}{2}}O_{2}\rightarrow R\!-\!CN+3H_{2}O}}}
反应条件一般为气相、300℃以上以及金属氧化物催化。
工业上应用这个反应的例子有：
- 丙烯通过氨氧化制取丙烯腈，以磷钼酸铋为催化剂（Sohio法）

{\displaystyle {\rm {\ H_{2}C=CH\!-\!CH_{3}+NH_{3}+{\frac {3}{2}}O_{2}\rightarrow H_{2}C=CH\!-\!CN+3H_{2}O}}}
- 通过邻二甲苯的氨氧化制取邻苯二甲腈
- 甲烷氨氧化制造氢氰酸（Andrussow反应）